# 小坂井バイパス

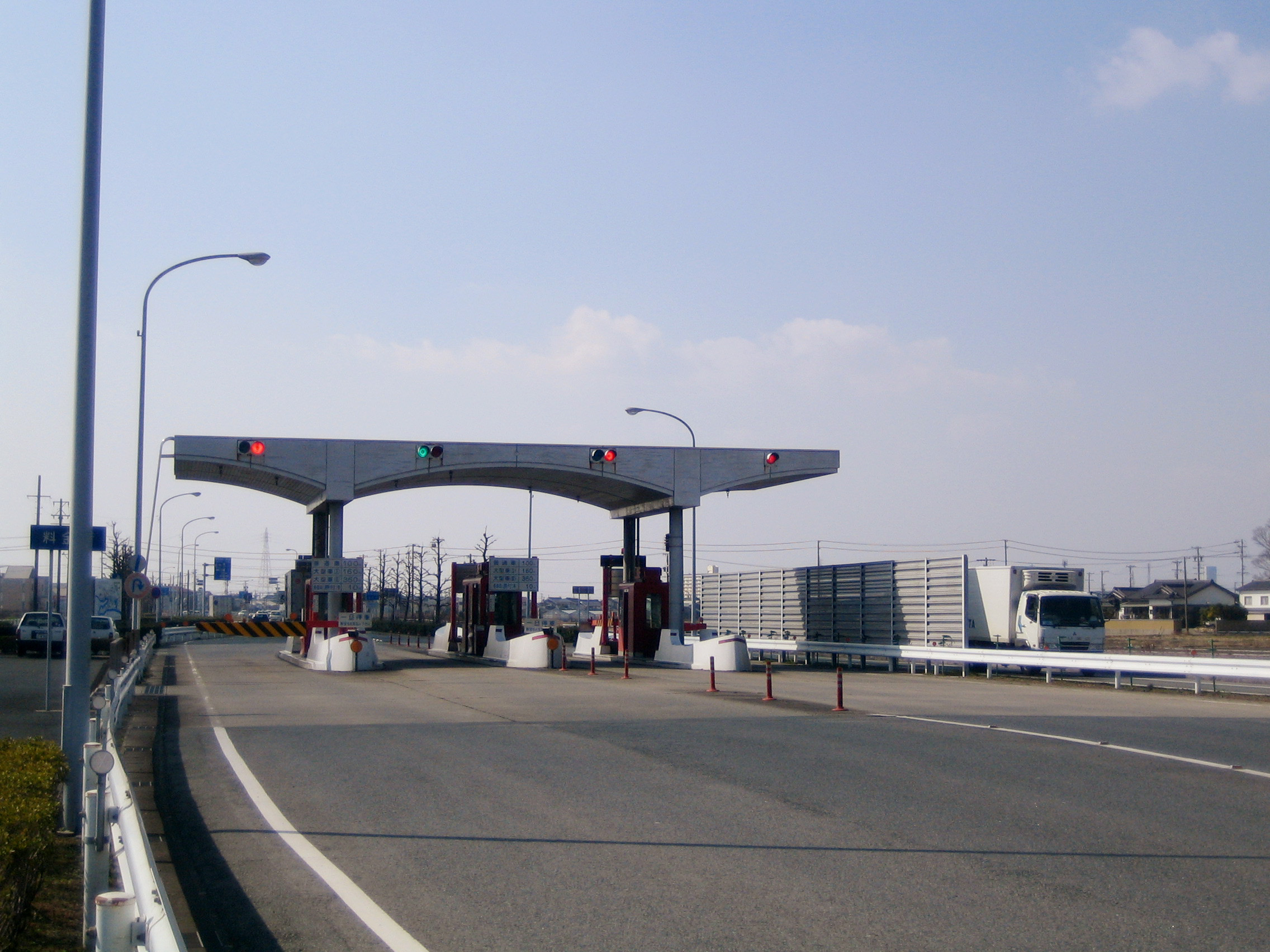
旧小坂井バイパス料金所

小坂井バイパス（こざかいバイパス）は、愛知県豊橋市前芝町の国道23号と豊川市の国道1号を結ぶ、延長0.9kmの国道247号のバイパス道路である。愛知県道路公社が一般有料道路として管理していた。

## 概要
東名高速道路豊川ICから東三河臨海部、渥美半島へ至る最短ルートである。JR東海道新幹線・東海道本線・飯田線および名鉄名古屋本線の4つの線路を跨ぐ高架道路である。有料道路であったが短距離であるため、日中は並行する県道385号前芝小坂井停車場線へ多くの車が流入していた。このため、本来通行料収入で賄われるはずの建設費が1/6しか回収できずに有料期間を終了した。
片側1車線の対面通行であるが、センターポールは設置されていない。また、鉄道を跨ぐために比較的高い位置に建設されているため眺望がよい。料金所は豊橋市側に設置されていた。
2016年3月5日に料金徴収期間が満了し、その翌日から無料開放された。

## 通行料金
2016年3月5日までの通行料金、それ以降は無料。
料金徴収時間 6:00 - 22:00 ETCには対応しない。
- 普通車 100円
- 大型車（1） 160円
- 大型車（2） 370円
- 軽自動車等 100円
- 軽車両（原付）等 10円